# Lærkevej - Til døden os skiller
Lærkevej – Til døden os skiller er en dansk dramakomediefilm fra 2012, instrueret af Mogens Hagedorn. Filmen er baseret på TV 2s tv-serie Lærkevej.

## Handling
Hemmeligheder afsløres, og nye lyster får liv hos beboerne på Lærkevej, da Elisabeth pludselig kollapser midt under sin egen fest. Det sætter tankerne i gang hos alle på vejen, og da ægteparret Kim og Astrid tilfældigt støder ind i Astrids gamle flamme, den flotte læge Per, er startskuddet givet til at prøve noget nyt. Med stor appetit kaster de sig ud i swinger-sex med Per og hans kone Karina. Problemet er bare, at Astrids appetit er større end Kims, og sex med Karina viser sig ikke at være helt ukompliceret. Også Elisabeths kæreste og hjemmeværnsmanden, Torben, kaster sig hovedkulds ud i nye planer. I håb om at redde Elisabeths liv starter han jagten på at finde en ny nyre til Elisabeth. Intet står tilsyneladende i vejen for ham, men da opgaven viser sig næsten umulig, må han ty til skrappere metoder, og med skjulte motiver inviterer han Elisabeths stærkt religiøse tvillingesøster på besøg.

## Medvirkende
| Skuespiller              | Rolle           |
| ------------------------ | --------------- |
| Anette Støvelbæk         | Astrid Borg     |
| Henrik Prip              | Kim Borg        |
| Laura Drasbæk            | Katrine Holm    |
| Christian Tafdrup        | Sune Holm       |
| Sarah-Sofie Boussnina    | Mathilde Holm   |
| Claus Riis Østergaard    | Andreas Norén   |
| Bebiane Ivalo Kreutzmann | Selma Dam       |
| Søren Spanning           | Torben Dahl     |
| Søs Egelind              | Elisabeth Sachs |